# Marcelo Ribeiro
Marcelo Ribeiro (1970) es un actor brasileño.

## Biografía
En 1981 fue escogido por el director Walter Hugo Khouri tras un casting entre cientos de niños para formar parte en la película Eros, o Deus do Amor junto a Dina Staf y Kate Lyra entre otras. Tras su debut volvió a trabajar con el mismo director en Amor, extraño amor, la película por la que es más conocido. En ella interpreta a un niño cuya madre, interpretada por Vera Fischer, trabaja en un prostíbulo. Al alojarse allí toma contacto con Tamara, interpretada por Xuxa. En 1982 tuvo un pequeño papel en Pecado Horizontal, de José Miziara.
Tras estos filmes, trabajó como asistente de productor cinematográfico. Estudió fotografía, y llegó a tener un pequeño estudio. Actualmente es técnico e instructor de informática en una multinacional. Tiene previsto publicar unas memorias que repasen su vida como actor a comienzos de los ochenta, y volver al mundo de la interpretación.[cita requerida]
- Datos: Q9028602